# Francesco Farioli
Francesco Farioli (Barga, 10 aprile 1989) è un allenatore di calcio italiano, tecnico del Porto.

## Carriera

### Club

#### Gli inizi
Dopo aver militato a livello dilettantistico nel Margine Coperta come portiere, abbandona l'attività agonistica nel 2008 e si laurea in filosofia all'Università degli Studi di Firenze, con una tesi sul calcio dal titolo Filosofia del gioco: l'estetica del calcio e il ruolo del portiere, il cui testo viene pubblicato anche a Coverciano.
Nel 2011 diventa vice-allenatore della Fortis Juventus in Serie D, rimanendovi per cinque stagioni. Nel 2015 il collega finlandese Jarkko Tuomisto gli consiglia di inviare un curriculum vitae a Roberto Olabe, futuro direttore sportivo della Real Sociedad, per provare ad entrare a far parte dello staff tecnico dell'Aspire Academy, centro di sviluppo che si occupava di formare i giovani qatarioti in vista del campionato mondiale del 2022.
Dal 2017 al 2020, in qualità di preparatore dei portieri, affianca l'allenatore Roberto De Zerbi al Benevento (2017-2018) e al Sassuolo (2018-2020).

#### Le esperienze in Turchia
Nel 2020 diventa il vice-allenatore di Çağdaş Atan all'Alanyaspor, capace di rimanere in vetta alla classifica fino alla quattordicesima giornata.
Il 19 marzo 2021 firma un contratto di due anni e mezzo con il Fatih Karagümrük, squadra di Istanbul neopromossa in Süper Lig; all'età di trentun anni è l'allenatore italiano più giovane in un campionato europeo. Dopo aver pareggiato al debutto contro il Çaykur Rizespor, ottiene la prima vittoria nella partita contro l'Hatayspor; seguono tre pareggi, due sconfitte e tre vittorie consecutive, tra cui quella contro il Beşiktaş poi laureatosi campione di Turchia, risultati che gli consentono di chiudere il campionato in ottava posizione. Il 16 dicembre 2021, dopo tre sconfitte consecutive e con la squadra all'undicesimo posto in classifica, rescinde consensualmente il proprio contratto con il Karagümrük.
Il 31 dicembre 2021 trova l'accordo per il ritorno all'Alanyaspor; chiude il campionato al quinto posto con il record di punti per il club. Nella coppa di Turchia la squadra si fermerà in semifinale contro i futuri campioni del Sivasspor. Nel settembre dello stesso anno viene ammesso al corso UEFA Pro, il massimo livello di formazione per un allenatore. Il 27 febbraio 2023 rescinde il proprio contratto con l'Alanyaspor, lasciando il club al decimo posto e eliminato agli ottavi della Coppa di Turchia.

#### Nizza
Ingaggiato dal Nizza, club di Ligue 1, il 30 giugno 2023 con contratto biennale, nel settembre dello stesso anno acquisisce la licenza UEFA Pro, dopo aver completato il corso di formazione al settore tecnico della FIGC a Coverciano. In campionato, dopo aver stazionato ai primi posti della classifica nei primi mesi della stagione, la squadra nizzarda si piazza al quinto posto, registrando la miglior difesa del torneo, e la quarta miglior difesa dei cinque principali campionati europei. In Coppa di Francia esce ai quarti di finale per mano del Paris Saint-Germain.

#### Ajax
Il 23 maggio 2024 viene ingaggiato come tecnico dell'Ajax, con cui firma un contratto triennale a partire dall'11 giugno 2024. Nell'occasione diventa il primo allenatore italiano del club di Amsterdam, nonché il primo tecnico straniero della squadra dal 1997 (anno in cui subentrò Morten Olsen). Tra il 30 ottobre e il 2 novembre guida l'Ajax a due storici successi, prima contro i rivali storici del Feyenoord (che avevano vinto i precedenti due De Klassieker con un punteggio totale di 10-0) e poi contro la capolista PSV (reduce, considerando anche la stagione precedente, da una striscia positiva di ben 17 partite senza sconfitte in Eredivisie), entrando nella storia del club. Tra dicembre 2024 e aprile 2025 mette insieme 13 vittorie (di cui 10 consecutive) e 1 pareggio che consentono ai lancieri di scavalcare e di distaccare di 9 punti il PSV a 5 turni dal termine. Tuttavia quando mancano 2 giornate al termine la distanza si è ridotta a un solo punto e alla penultima giornata, dopo aver pareggiato con il Groningen, viene scavalcato dai rivali che vincono il campionato all’ultima giornata. Il 19 maggio 2025 annuncia il proprio addio al club.

#### Porto
Il 6 luglio 2025, Farioli firma un accordo biennale con il Porto, nella massima serie portoghese.

## Statistiche

### Statistiche da allenatore
Statistiche aggiornate al 18 maggio 2025.
| Stagione                | Squadra                 | Campionato              | Campionato | Campionato | Campionato | Campionato | Coppe nazionali | Coppe nazionali | Coppe nazionali | Coppe nazionali | Coppe nazionali | Coppe continentali | Coppe continentali | Coppe continentali | Coppe continentali | Coppe continentali | Altre coppe | Altre coppe | Altre coppe | Altre coppe | Altre coppe | Totale | Totale | Totale | Totale | % Vittorie | Piazzamento |
| Stagione                | Squadra                 | Comp                    | G          | V          | N          | P          | Comp            | G               | V               | N               | P               | Comp               | G                  | V                  | N                  | P                  | Comp        | G           | V           | N           | P           | G      | V      | N      | P      | %          | Piazzamento |
| ----------------------- | ----------------------- | ----------------------- | ---------- | ---------- | ---------- | ---------- | --------------- | --------------- | --------------- | --------------- | --------------- | ------------------ | ------------------ | ------------------ | ------------------ | ------------------ | ----------- | ----------- | ----------- | ----------- | ----------- | ------ | ------ | ------ | ------ | ---------- | ----------- |
| gen.-giu. 2021          | Fatih Karagümrük        | SL                      | 10         | 4          | 4          | 2          | TK              | -               | -               | -               | -               | -                  | -                  | -                  | -                  | -                  | -           | -           | -           | -           | -           | 10     | 4      | 4      | 2      | 40,00      | Sub., 8º    |
| 2021-gen. 2022          | Fatih Karagümrük        | SL                      | 16         | 6          | 4          | 6          | TK              | 1               | 1               | 0               | 0               | -                  | -                  | -                  | -                  | -                  | -           | -           | -           | -           | -           | 17     | 7      | 4      | 6      | 41,18      | Resciss.    |
| Totale Fatih Karagümrük | Totale Fatih Karagümrük | Totale Fatih Karagümrük | 26         | 10         | 8          | 8          |                 | 1               | 1               | 0               | 0               |                    | -                  | -                  | -                  | -                  |             | -           | -           | -           | -           | 27     | 11     | 8      | 8      | 40,74      |             |
| gen.-giu. 2022          | Alanyaspor              | SL                      | 19         | 11         | 3          | 5          | TK              | 4               | 1               | 2               | 1               | -                  | -                  | -                  | -                  | -                  | -           | -           | -           | -           | -           | 23     | 12     | 5      | 6      | 52,17      | Sub., 5º    |
| 2022-gen. 2023          | Alanyaspor              | SL                      | 22         | 6          | 7          | 9          | TK              | 3               | 2               | 0               | 1               | -                  | -                  | -                  | -                  | -                  | -           | -           | -           | -           | -           | 25     | 8      | 7      | 10     | 32,00      | Dimiss.     |
| Totale Alanyaspor       | Totale Alanyaspor       | Totale Alanyaspor       | 41         | 17         | 10         | 14         |                 | 7               | 3               | 2               | 2               |                    | -                  | -                  | -                  | -                  |             | -           | -           | -           | -           | 48     | 20     | 12     | 16     | 41,67      |             |
| 2023-2024               | Nizza                   | L1                      | 34         | 15         | 10         | 9          | CF              | 4               | 2               | 1               | 1               | -                  | -                  | -                  | -                  | -                  | -           | -           | -           | -           | -           | 38     | 17     | 11     | 10     | 44,74      | 5º          |
| 2024-2025               | Ajax                    | ED                      | 34         | 24         | 6          | 4          | CO              | 2               | 1               | 0               | 1               | UEL                | 18                 | 10                 | 1                  | 7                  | -           | -           | -           | -           | -           | 54     | 35     | 7      | 12     | 64,81      | 2º          |
| 2025-2026               | Porto                   | PL                      | 0          | 0          | 0          | 0          | TP+CdL          | 0+0             | 0+0             | 0+0             | 0+0             | UEL                | 0                  | 0                  | 0                  | 0                  | -           | -           | -           | -           | -           | 0      | 0      | 0      | 0      | —          | in corso    |
| Totale carriera         | Totale carriera         | Totale carriera         | 135        | 66         | 34         | 35         |                 | 14              | 7               | 3               | 4               |                    | 18                 | 10                 | 1                  | 7                  |             | -           | -           | -           | -           | 167    | 83     | 38     | 46     | 49,70      |             |